# Leptacoenites notabilis
Leptacoenites notabilis är en stekelart som först beskrevs av Desvignes 1856.  Leptacoenites notabilis ingår i släktet Leptacoenites och familjen brokparasitsteklar. Inga underarter finns listade i Catalogue of Life.